# Gryllopsis ovtshinnikovi
Gryllopsis ovtshinnikovi är en insektsart som beskrevs av Andrej Vasiljevitj Gorochov och Leo L. Mishchenko 1991. Gryllopsis ovtshinnikovi ingår i släktet Gryllopsis och familjen syrsor. Inga underarter finns listade i Catalogue of Life.